# Paul Lasaosa

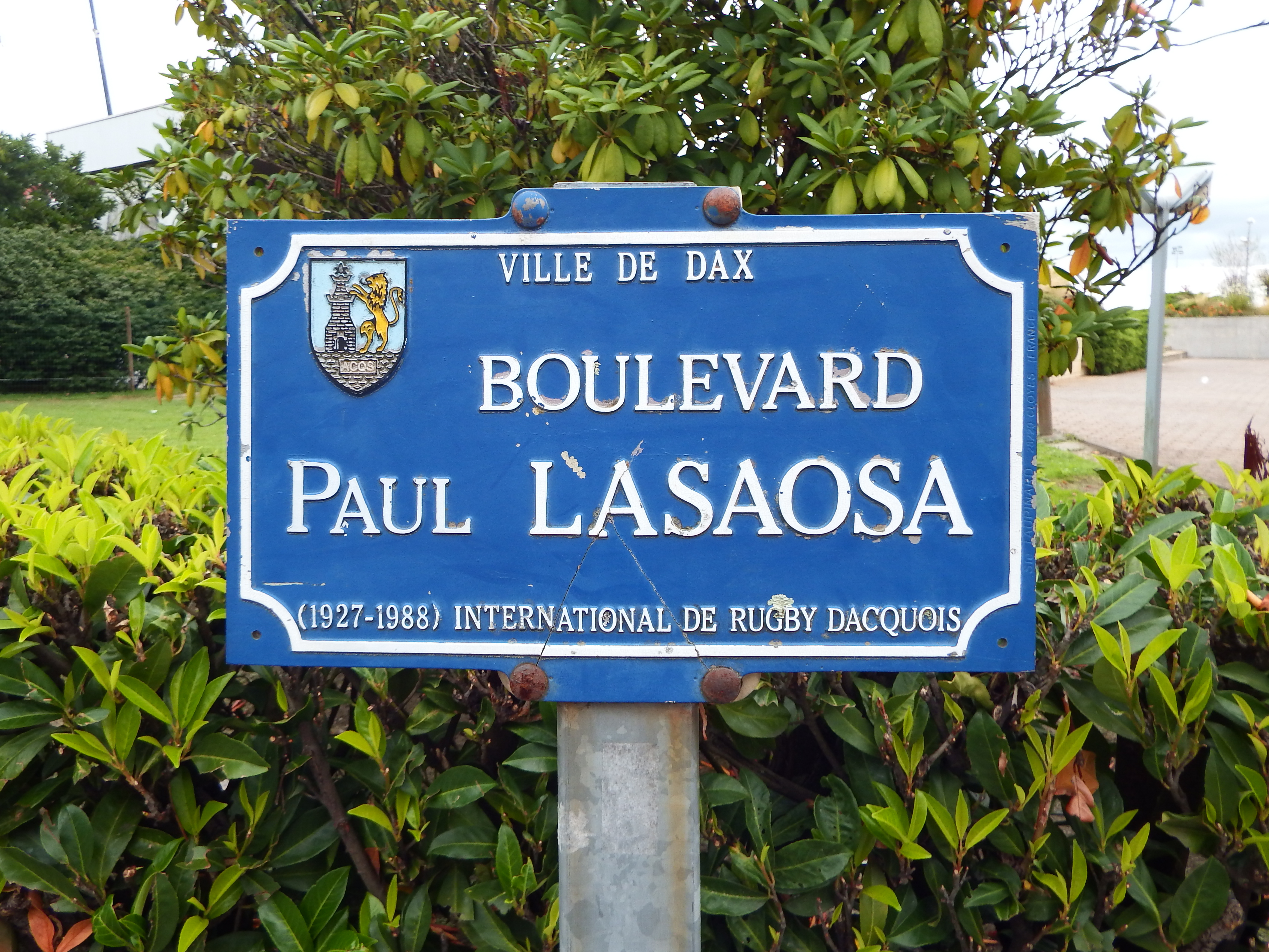
Plaque du boulevard Paul Lasaosa à Dax.

Pas d'image ? Cliquez ici

a Compétitions nationales et continentales officielles uniquement.

b Matchs officiels uniquement.
Paul Lasaosa, né le 13 juillet 1927 à Dax et mort le 3 juillet 1988 à Saint-Paul-lès-Dax, est un joueur français de rugby à XV qui évolue au poste de centre. International français, il joue l'intégralité de sa carrière au sein de l'effectif du club français de l'US Dax, avant de devenir entraîneur puis président de ce club.

## Biographie

### Carrière de joueur
Paul Lasaosa naît le 13 juillet 1927 à Dax.
Il coentraîne son club avec Jean Desclaux pour la saison 1970-1971.
Il a disputé son premier test match le 28 janvier 1950 contre l'équipe d'Irlande et le dernier contre l'équipe d'Italie, le 10 avril 1955.

### Activités extra-sportives
En 1949, il ouvre une enseigne de vente d'équipements sportifs aux halles de Dax. Elle déménage plus tard dans la commune voisine de Saint-Paul-lès-Dax, qui intègre par la suite le groupe Intersport,.
Il préside le club de rugby de l'US Dax de 1979 à 1988.
Il meurt le 3 juillet 1988 à Saint-Paul-lès-Dax.

## Palmarès
- Championnat de France :
  - Vice-champion (1) : 1956.
- Challenge Yves du Manoir :
  - Vainqueur (1) : 1957.